# Mi'kmaq (taal)
Het Mi'kmaq is een Algonkische taal met ca. 10.000 sprekers, verspreid over het zuidoosten van Canada en de Amerikaanse staat Maine. Het Mi'kmaq is de taal van het gelijknamige volk, al wordt het door slechts een gedeelte van hen nog gesproken.
Het Mi'kmaq is een erkende minderheidstaal in alle drie de Maritieme Provincies van Canada, namelijk Nova Scotia, New Brunswick en Prince Edward Island. Daarnaast wordt de taal ook gesproken in de Gaspésie (zuidoostelijk Québec), op het eiland Newfoundland en in het noorden van de Amerikaanse staat Maine.

## Aantal sprekers
In 2016 woonden er in Canada naar schatting 9.025 mensen die het Mi'kmaq machtig waren, waaronder 6.690 moedertaalsprekers. Ruim 96% onder hen woonde in de provincies Nova Scotia (5.540), New Brunswick (2.265) en Québec (880). In Prince Edward Island (70 sprekers) en Newfoundland en Labrador (50 sprekers) is de taal nagenoeg uitgestorven.
Volgens de volkstelling van 2021 telde Canada dat jaar naar schatting 9.245 mensen die het Mi'kmaq machtig waren, waaronder 4.910 moedertaalsprekers. Dat jaar woonden 93% van de Canadezen die de taal machtig waren in het kerngebied bestaande uit Nova Scotia (5.650), New Brunswick (2.605) en Québec (370). In Prince Edward Island (135 sprekers) en Newfoundland en Labrador (75 sprekers), waar de taal nagenoeg uitgestorven is, was er een beperkte aangroei tegenover vijf jaar eerder.